# Comballe

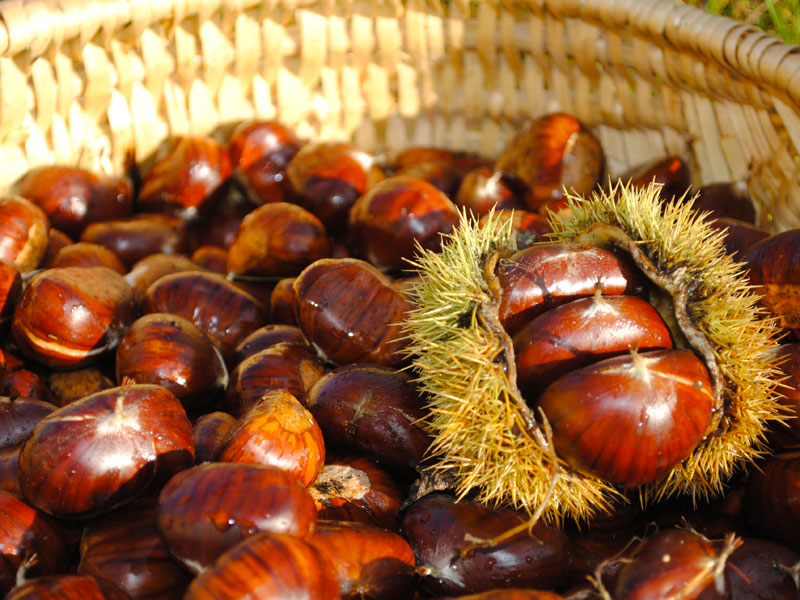
Panier de châtaignes Comballes.

La comballe, ou combasle, est une variété traditionnelle de fruits du châtaignier (Castanea sativa). C’est la première variété de châtaigne récoltée en France quand on considère la quantité produite. Ce beau fruit rustique d’origine ardéchoise présente une couleur châtain brillant striée. Sa chair fine, sucrée et parfumée justifie la réputation de ses qualités gustatives.

## Origine
La comballe tire son nom des Combeaux, ferme du canton de Saint-Pierreville, dans les monts du Vivarais en Ardèche. C’est dans une combe, sur une pente à l’ubac, qu’un châtaignier que les gens ont appelé Comballou en patois, a produit dès le début du XVIIIe siècle cette variété de greffon à partir de diverses sélections,. La production de cette variété aux fruits succulents s’est alors répandue dans la région.

## Description

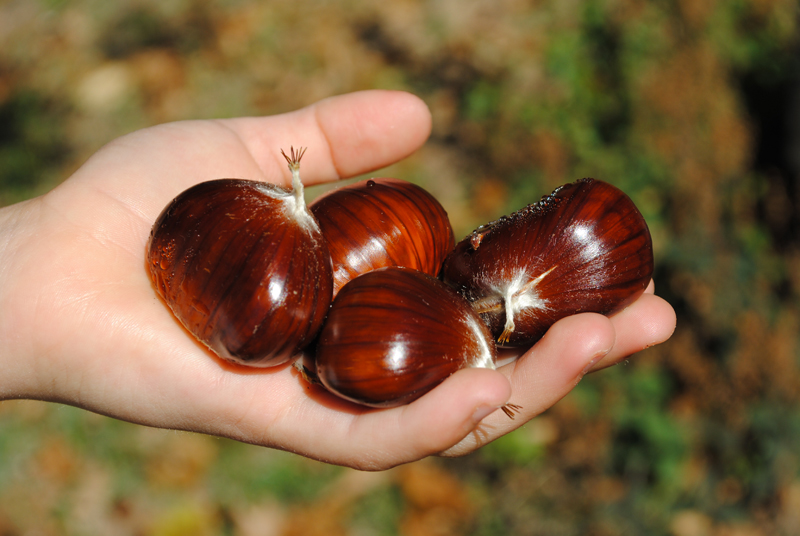
Poignée de châtaignes comballes.

C’est une belle châtaigne de bonne taille. Sa couleur châtain très brillante présente des reflets miel avec des stries sombres et régulières très caractéristiques. Sa forme est elliptique allongée. L’amande de son fruit est compartimentée. Sa torche est longue et fine, sa cicatrice hilaire (hilum) est grande, claire et rectangulaire.

## Aire de culture
La comballe est une variété caractéristique de la production en Ardèche, le plus important département producteur en France. Elle est si appréciée qu’elle constitue un tiers de la production ardéchoise. Elle est particulièrement adaptée à sa région d’origine, le Vivarais et les Boutières dans le centre Ardèche. C’est une châtaigne d’altitude, qu'on trouve entre 400 m et 650 m dans les Cévennes en Ardèche mais aussi en Lozère. La comballe étant donné ses qualités a supplanté de nombreuses variétés locales.

## Modes de consommation
La chair de la comballe, blanche, fine, sucrée et parfumée, est reconnue comme l’une des meilleures. Ces qualités gustatives la font apprécier comme fruit de bouche, rôtie ou bouillie. En outre, elle se pèle facilement. Elle convient à merveille à toutes les préparations comme aux confitures (crème de marron).

## Conservation
La sensibilité de la comballe, due à son fin péricarpe, la rend vulnérable aux vers du carpocapse et aux pourritures lors des automnes chauds et humides. La conservation du fruit est compliquée. À cause de son écorce fragile l'arbre est particulièrement exposé à l'endothia (chancre de l'écorce).

## Économie
La comballe est prisée par les castanéiculteurs et les négociants, son rendement est élevé et son calibre avantageux : entre 30 et 70 fruits au kilogramme. C’est une des variétés nobles typiques de l’Ardèche et son tonnage est important. Un clone issu de la comballe et nommé « marron comballe » CA106 a été inscrit au Comité Technique Permanent de la Sélection (CTPS) en 1986. Il présente l’avantage d’avoir une amande un peu plus rarement compartimentée.

### Autres sources
- « Bad Request », sur chataigne-ardeche.com via Wikiwix (consulté le 8 janvier 2024)
- http://www.chataigne-ardeche.com/document/comballe.pdf